# Sture Lundquist
Nils Sture Alfred Lundquist, född 18 oktober 1924 i Malmö S:t Petri församling, död 8 januari 2015 i Norrtälje, var en svensk visdiktare, vissångare och bildkonstnär.
Som bildkonstnär har Sture Lundquist arbetat som tecknare och akvarellist och även skapat bilder i papier machet, ofta med cirkusmotiv. Som visdiktare har Sture Lundquist producerat två LP-skivor med egna visor, varibland den mest kända, Bli en Clown, har tagits upp av flera andra vissångare. Sture Lundquist har även själv framträtt som vissångare, främst inom sällskap som Roslagens konstnärsgille och Samfundet Visans vänner i Stockholm. 
Han var från 1951 gift med Birgitta Lundquist (1925–2006), som även hon var bildkonstnär.

## Diskografi
- Om troll, spöken, clowner och människor Nugget NLPS 1315   1979,
- Till vänner och andra visor Nugget NLPS 1318   1982

Några av Sture Lundquists visor finns även insjungna av Staffan Percy, Lill-Babs och duon:Birger Björnerstedt och Ewa Lindahl.